# Born Against
Born Against var ett amerikanskt vänsterorienterat hardcoreband från New York som existerade mellan 1989 och 1993.
Bandet brukar ofta betraktas som en inspirationskälla för mycket av den musik som europeiska grupper som Refused spelade och många av de hardcoregrupper som kom från Umeå under samma tidsperiod. Det uppnådde en viss popularitet mot slutet av sin karriär men slog aldrig igenom stort trots att musikstilen hardcore upplevde ett uppsving då. Bandet kännetecknas framför allt av sina bittra/arga texter (exempel: The Nail that Sticks up Gets Hammered Down, I am an Idiot och Half Mast (den sistnämnda gjorde Refused en akustisk cover av på skivan Everlasting)). Likt många andra band inom punk/hardcore-scenen hade bandet en något varierande sättning och rytmsektionen får nästan sägas ha utgjorts av sessionsmusiker. Bandet har sagts vara en huvudinspiration för Refuseds musik och har påverkat namngivningen av åtminstone en av deras låtar (Refused are Fucking Dead).

## Medlemmar
- Sam MacPheeters - sång (Mens Recovery Project)
- Adam Nathanson - gitarr (Young Pioneers)

## Diskografi

### Singlar och EP
- 1989 - Murders Amongst Us
- 1990 - Forever
- 1990 - Eulogy
- 1990 - Bllleeeeaaauuurrrrgghhh! - The Record
- 1990 - 5 Song EP
- 1993 - Battle Hymns of the Race War
- 1993 - Our Voice - Pro Choice

### LP
- 1991 - Nine Patriotic Hymns for Children

### Samlingar och återutgåvor
- 1995 - Rebel Sound of Shit and Failure
- 2003 - Rebel Sound of Shit and Failure
- 2003 - Battle Hymns of the Race War
- 2003 - Rebel Sound of Shit and Failure (med extraspår)
- 2003 - Patriotic Battle Hymns (Battle Hymns of the Race War + Nine Patriotic Hymns for Children)